# 为自由而战的呐喊
《为自由而战的呐喊：内战时代》（英語：Battle Cry of Freedom: The Civil War Era）是有關美国内战的普利策历史奖获奖作品，詹姆斯·M·麦克弗森著，1988年出版。是《牛津美国史》系列的第六卷。该书的节略插图版于2003年出版。它在《纽约时报》精装畅销书榜上占据了16周，在平装书榜上又占据了12周。